# Isaac Low
Isaac Low (* 13. April 1735 in Piscataway, Provinz New Jersey; † 25. Juli 1791 auf der Isle of Wight, England) war ein britischer Politiker im kolonialen Nordamerika. Im Jahr 1774 nahm er als Delegierter für New York am Kontinentalkongress teil.

## Werdegang
Noch in seiner Jugend zog Isaac Low nach New York City, wo er ein erfolgreicher Händler wurde. Während des Siebenjährigen Krieges war er dort für die britischen Behörden als Steuereinnehmer tätig. Bei Ausbruch der Revolution wurde er 1774 Mitglied für New York im Kontinentalkongress und 1775 gehörte er dem Provinzialkongress seiner Heimat an. Allerdings war Low ein Gegner der Unabhängigkeit der amerikanischen Kolonien von England. 1776 kehrte er nach New Jersey zurück, wo er von den Amerikanern als Verräter verhaftet wurde. Auf Intervention von George Washington wurde er wieder freigelassen. Daraufhin ging er wieder nach New York City, das damals von den Briten besetzt war. Im Jahr 1779 wurden sein Besitz und sein Vermögen von den Amerikanern beschlagnahmt. 1783 zog er mit den geschlagenen königlichen Truppen nach England. Er starb am 25. Juli 1791 auf der Isle of Wight.